# Jacinto Quincoces
Jacinto Francisco Fernández de Quincoces López de Arbina, en ocasiones acotado como Jacinto Quincoces López (Baracaldo, Vizcaya, 17 de julio de 1905-Valencia, 10 de mayo de 1997), fue un futbolista y entrenador español. Jugaba como defensa central en el Deportivo Alavés con Ciriaco Errasti, que más tarde repitió en la defensa del Real Madrid; también fue internacional con España en 25 ocasiones. Es conocido simplemente como Quincoces.

## Trayectoria

### Futbolista
Nacido en Baracaldo, hijo de alaveses, sus inicios como jugador tuvieron lugar durante su infancia y adolescencia en equipos de su ciudad natal, como el Desierto de Baracaldo y el Barakaldo CF.
En 1923, al cumplir los dieciocho años, empezó su andadura en el Deportivo Alavés, club en el que coincidió con Ciriaco Errasti, con el que conformaría una línea defensiva, Ciriaco y Quincoces, que se convirtió en una de las más características del fútbol español de aquellos años. Con este equipo debutó en la Primera División de España, en el encuentro que disputó el 7 de diciembre de 1930 en el Estadio de Atocha de San Sebastián ante la Real Sociedad y que finalizó con empate a dos.
Un año más tarde, y tras ocho temporadas en el equipo vitoriano, fichó por el Real Madrid, club en el que permaneció ocho temporadas (interrumpidas durante la Guerra Civil) hasta su retirada como jugador en 1942 y con el que ganó dos títulos de Liga y dos de Copa.
En total disputó un total de 150 partidos en Primera División y fue considerado uno de los mejores defensas de esa época.

## Clubes

### Como jugador
| Club             | País   | Años      |
| ---------------- | ------ | --------- |
| Deportivo Alavés | España | 1923-1931 |
| Real Madrid      | España | 1931-1942 |

### Como entrenador
| Club               | País               | Años      |
| ------------------ | ------------------ | --------- |
| Real Zaragoza      | España             | 1942-1943 |
| Selección Española | Selección Española | 1945      |
| Real Madrid        | España             | 1945-1946 |
| Real Madrid        | España             | 1947-1948 |
| Valencia CF        | España             | 1948-1954 |
| Atlético de Madrid | España             | 1954-1955 |
| Real Zaragoza      | España             | 1956-1958 |
| Valencia CF        | España             | 1958-1960 |

## Títulos

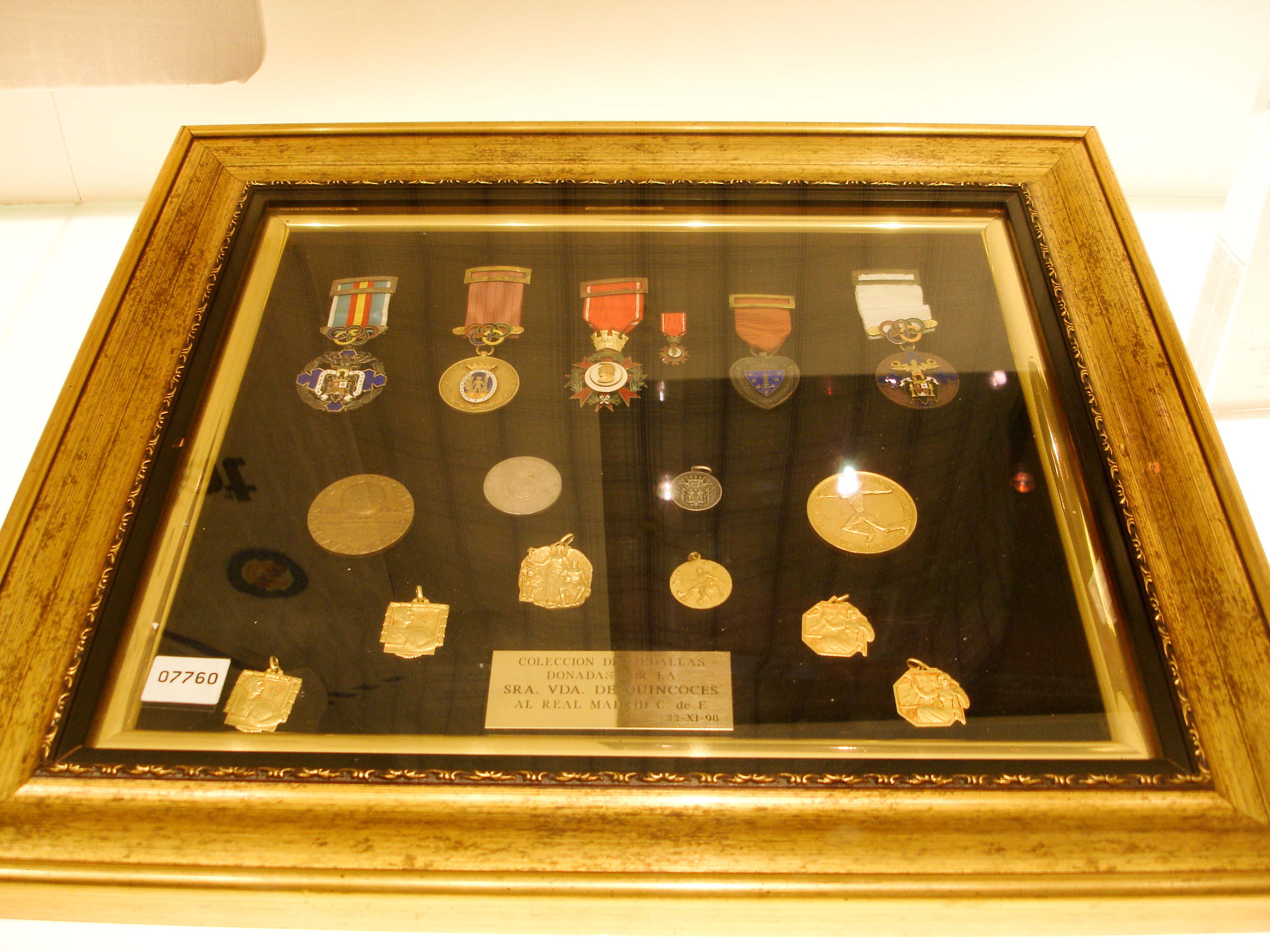
Medallas otorgadas al jugador por su trayectoria profesional.

### Como jugador
- 2 Ligas: 1931/32 y 1932/33 (Real Madrid)
- 2 Copas de España: 1934 y 1936 (Real Madrid)

### Distinciones individuales
- Equipo ideal de la Copa del Mundo en 1934

### Como entrenador
- 3 Copas de España: 1946 (Real Madrid), 1949 y 1954 (Valencia CF)
- 1 Copa Eva Duarte: 1949 (Valencia CF)

## Selección nacional
Jacinto Quincoces fue internacional con la Selección española en 25 ocasiones, participando con ésta en los Juegos Olímpicos de Ámsterdam 1928 y en el Mundial de Italia 1934, competición en la que fue elegido mejor jugador del Campeonato.
Su debut tuvo lugar en 1928 en Ámsterdam (Holanda), en el transcurso de los Juegos Olímpicos, y a lo largo de los siguientes ocho años disputó un total de 25 partidos, consiguiendo 13 victorias, 6 empates y 6 derrotas. Su último encuentro como internacional fue un amistoso disputado en enero de 1936 en Madrid ante la Selección de Austria.
La relación completa de sus encuentros con la Selección es la siguiente:
| Fecha      | Competición                       | Estadio                 | Ciudad                 | Partido        | Partido | Partido        |
| ---------- | --------------------------------- | ----------------------- | ---------------------- | -------------- | ------- | -------------- |
| 30/05/1928 | JJ. OO. Ámsterdam 1928            | Olímpico                | Ámsterdam (Holanda)    | España         | 7:1     | México         |
| 01/06/1928 | JJ. OO. Ámsterdam 1928            | Olímpico                | Ámsterdam (Holanda)    | España         | 1:1     | Italia         |
| 04/06/1928 | JJ. OO. Ámsterdam 1928            | Olímpico                | Ámsterdam (Holanda)    | España         | 1:7     | Italia         |
| 14/04/1929 | Amistoso                          | Torrero                 | Zaragoza               | España         | 8:1     | Francia        |
| 15/05/1929 | Amistoso                          | Metropolitano           | Madrid                 | España         | 4:3     | Inglaterra     |
| 01/01/1930 | Amistoso                          | Montjüic                | Barcelona              | España         | 1:0     | Checoslovaquia |
| 14/06/1930 | Amistoso                          | Letná                   | Praga (Checoslovaquia) | Checoslovaquia | 2:0     | España         |
| 22/06/1930 | Amistoso                          | Litorialle              | Bolonia (Italia)       | Italia         | 2:3     | España         |
| 30/11/1930 | Amistoso                          | Ameal                   | Oporto (Portugal)      | Portugal       | 0:1     | España         |
| 19/04/1931 | Amistoso                          | San Mamés               | Bilbao                 | España         | 0:0     | Italia         |
| 26/04/1931 | Amistoso                          | Montjüic                | Barcelona              | España         | 1:1     | Irlanda        |
| 09/12/1931 | Amistoso                          | Highbury                | Londres (Inglaterra)   | Inglaterra     | 7:1     | España         |
| 24/04/1932 | Amistoso                          | Buenavista              | Oviedo                 | España         | 2:1     | Yugoslavia     |
| 02/04/1933 | Amistoso                          | Balaídos                | Vigo                   | España         | 3:0     | Portugal       |
| 23/04/1933 | Amistoso                          | Colombes                | París (Francia)        | Francia        | 1:0     | España         |
| 30/04/1933 | Amistoso                          | Nacional                | Belgrado (Yugoslavia)  | Yugoslavia     | 1:1     | España         |
| 21/05/1933 | Amistoso                          | Chamartín               | Madrid                 | España         | 13:0    | Bulgaria       |
| 11/03/1934 | Clasificación Mundial Italia 1934 | Chamartín               | Madrid                 | España         | 9:0     | Portugal       |
| 18/03/1934 | Clasificación Mundial Italia 1934 | Lumiar                  | Lisboa (Portugal)      | Portugal       | 1:2     | España         |
| 27/05/1934 | Mundial Italia 1934               | Luigi Ferraris          | Génova (Italia)        | España         | 3:1     | Brasil         |
| 31/05/1934 | Mundial Italia 1934               | Comunale Giovanni Berta | Florencia (Italia)     | Italia         | 1:1     | España         |
| 01/06/1934 | Mundial Italia 1934               | Comunale Giovanni Berta | Florencia (Italia)     | Italia         | 1:0     | España         |
| 05/05/1935 | Amistoso                          | Lumiar                  | Lisboa (Portugal)      | Portugal       | 3:3     | España         |
| 12/05/1935 | Amistoso                          | Müngersdorfer           | Colonia (Alemania)     | Alemania       | 1:2     | España         |
| 19/01/1936 | Amistoso                          | Metropolitano           | Madrid                 | España         | 4:5     | Austria        |

## Entrenador
Al finalizar, a los treinta y siete años, su larga etapa como jugador pasó a los banquillos, haciéndose cargo de la dirección del Real Zaragoza en la temporada 1942/43.
En 1944 la Federación Española le nombra seleccionador nacional, un cargo que desempeñaría durante un breve período en el que tan solo dirigiría dos partidos, ambos amistosos, frente a Portugal.
| Fecha      | Competición | Estadio | Ciudad            | Partido  | Partido | Partido  |
| ---------- | ----------- | ------- | ----------------- | -------- | ------- | -------- |
| 11/03/1945 | Amistoso    | Jamor   | Lisboa (Portugal) | Portugal | 2:2     | España   |
| 06/05/1945 | Amistoso    | Riazor  | La Coruña         | España   | 4:2     | Portugal |

En la temporada 1945/46 es contratado por Santiago Bernabéu como entrenador del Real Madrid, con el que en su primera temporada se proclama campeón de Copa, pese a lo cual, no es renovado. Sin embargo, un año más tarde vuelve a dirigir al conjunto blanco de cara a la temporada 1947/48, si bien es cesado cuando se habían disputado tan solo diecisiete jornadas.
En 1948 comenzó una larga etapa como entrenador del Valencia CF, club al que dirigió durante seis temporadas consecutivas y con el que se proclamó en dos ocasiones campeón de Copa y en una de la Copa Eva Duarte (antecesora de la actual Supercopa de España.
Tras finalizar su primera etapa en Valencia, Quincoces pasa a ocupar el banquillo del Atlético de Madrid de cara a la temporada 1954/55.
Retornará, un año después, a Zaragoza, volviendo a dirigir al conjunto maño durante dos temporadas, las mismas que, a continuación, volverá a dirigir al Valencia CF, conjunto en el que pondría punto final en 1960 a su trayectoria como entrenador.
A lo largo de sus dos etapas en el banquillo valencianista, Quincoces dirigió al equipo durante ocho temporadas en un total de 188 encuentros, lo que lo convierte en el segundo técnico con más partidos en la historia de dicho club, solo superado por Alfredo Di Stéfano con 207.

## Cine
La fama de Quincoces se extendió más allá del fútbol, llevándolo a aparecer en el ámbito cinematográfico hasta en un total de seis largometrajes (el último de ellos de carácter documental):
| Año  | Película             | Director                |
| ---- | -------------------- | ----------------------- |
| 1943 | ¡Campeones!          | Ramón Torrado           |
| 1943 | El camino del amor   | José María Castellví    |
| 1945 | Tierra sedienta      | Rafael Gil              |
| 1954 | Once pares de botas  | Francisco Rovira Beleta |
| 1956 | Saeta rubia          | Javier Setó             |
| 1971 | Ciento catorce goles | Félix Martialay         |